# ブリットポップ
ブリットポップ（Britpop）またはブリットポップ・ムーブメント（Britpop Movement）は、1990年代にロンドンやマンチェスターを中心に発生したイギリスのポピュラー音楽ムーブメントである。ブリティッシュ・インヴェイジョン、グラム・ロック、パンク・ロックなど、イギリスのロック黄金期の影響を受けたバンドが多くデビューし、イギリス音楽界を盛り上げた。
このムーブメントは、ブラー、オアシスを中心に一旦はアメリカなどにも広まる兆しを見せ、他のポップカルチャーも巻き込んだ商業主義的な「クール・ブリタニア」などのブームを生んだ。しかしムーブメントの中心人物だったブラーのデーモン・アルバーンによる「ブリットポップは死んだ」と言う発言などによって、1997年から1998年頃に終止符が打たれた。

## 概要
90年代初頭のイギリスでは、主にハッピー・マンデーズやストーン・ローゼズなどを中心としたマッドチェスターが次第に終息に向かい、ニルヴァーナを筆頭とするグランジ・ロックが流行し始める。これにより、アメリカ中心のバンドがチャートの上位を賑わしていたことから、しばしイギリスのロックは再び停滞気味になっていた。その状況に危機感を募らせていた音楽業界関係者たちは、イギリス本来の気質や伝統を持ち合わせたロックの復活を望んでいた。

1992年5月にスウェードがシングル「ザ・ドラウナーズ」でデビューし、1994年4月にブラーのサードアルバム『パークライフ』がリリースされた。この二つの動きのどちらかがブリットポップの発端になったと後に言われている。
またそんな中、1994年4月5日、ニルヴァーナのフロントマンであるカート・コバーンが自殺し、グランジ・ブームは一気に影を潜めることになる。突然の悲劇にロック・ファンは衝撃を受けた。

## 歴史
このグランジ・ブームの終焉によって開いた穴を埋める、ブリットポップという言葉を生み出すきっかけとなったのが、ブラーの3rdアルバム「パークライフ」のイギリスでの大ヒットと、オアシスのデビューだった。両グループにより、イギリスの音楽シーンは大きな変貌を遂げることになる。ロック・ファンが本来のイギリスらしいロックの原点回帰を望んでいた中で登場し、脚光を浴びたのがブラーとオアシスだった。
機知と皮肉に溢れた歌詞に、捻くれたポップサウンドが特徴の中流階級出身のブラーと、荒々しくも流麗なメロディーを奏でる労働者階級出身のオアシス。両バンドにおけるこういった音楽性、階級の違いをマスメディアは大きく取り上げ、いつしか「ブリットポップ」なる言葉が誕生することとなった。多くのレコード会社は、新人バンドを次々とデビューさせた。それが翌年のブリットポップ・ブームの到来へと繋がっていった。
90年代前半には、イギリスの音楽界には個性的なミュージシャンが次々と登場した。ブラー、オアシス、スウェードに加えて、パルプ、レディオヘッド、ザ・ヴァーヴ、シャーラタンズ、プライマル・スクリーム、PJ ハーヴェイ、スピリチュアライズド、マニック・ストリート・プリーチャーズ、コーナーショップ、ステレオフォニックス、ドッジー、ノーザン・アップロアー、ブラック・グレープ、ライトニング・シーズ、ブー・ラドリーズ、スーパーグラス、ティーンエイジ・ファンクラブ、ゴーキーズ・ザイゴティック・マンキ、「90年代のザ・スミス」ともいわれたジーン、シェッド・セヴン、元ザ・ラーズのジョン・パワー率いるキャスト、華やかなルックスが注目を集めたメンズウェアなどである。さらに、女性ボーカルを擁するバンドとしてエラスティカ、スリーパー、エコーベリーらも登場しチャートに食い込んでいった。ちなみに、「ニュー・ウェイヴ・オブ・ニュー・ウェイヴ」なるムーブメントが音楽メディアに取り上げられたが、これはあまり定着しなかった。
ジャーヴィス・コッカーを中心としたパルプは、1978年に結成してから長くインディーズ時代を過ごしていたが、93年にようやくメジャー契約を結んだ後に徐々に知名度を上げ、1995年、「コモン・ピープル」でその人気が上昇し、ロック・ファンの間でブラー、オアシスにも劣らぬ人気を得るに至った。
ブリットポップ・ブームは社会現象と化し、ミュージシャン達が軽薄なバラエティ番組への出演や、新聞に載るなど身近なものへと浸透していった。更には業界の枠を超え、モデルとなってファッション雑誌にイギリス国旗をあしらった衣類を着て登場するなどの一面も見せていた。メディアは音楽のみならず、ファッション、芸術などイギリスのポップカルチャーの特集を組み、商業主義の「クール・ブリタニア」と呼ばれるこれらの状況を指す用語が登場し、広く用いられるようになった。
それを象徴するかのように1996年、ユアン・マクレガー主演の青春映画「トレインスポッティング」が公開され、ロングラン・ヒットを記録。劇中で使われている楽曲にブリットポップ系バンドが多数参加していた。
ブリットポップブームの中で最も注目を浴びたのが、オアシスとブラーのシングル同日発売である。以前から仲が悪く、階級の違い、音楽性の違い、出身地など全てにおいて対照的で、ライバル関係にあり、人気を二分していた両者。特にオアシスは、メディアが自分達よりもブラーのアルバムに賞賛を送っていたことが気に入らず、ふだんからブラーを罵っていた。
そして1995年、そういった緊迫したムードの中、対決の日が訪れる。オアシスはニューシングル「ロール・ウィズ・イット」を8月14日に発売すると発表。それに対し、ブラー側が発売日を合わせニューシングル「カントリー・ハウス」を同じ8月14日に発売すると発表した。
どちらがチャート1位を獲得するかメディアはこの騒ぎを煽り立て、イギリスがこのシングル対決に大注目した。さらにはBBCニュースでも、この模様が「ビートルズ対ローリング・ストーンズの再現」との報道がなされた。
大方の予想はブラーやや有利と見ていたが、その予想通り結果はブラーは27万枚、オアシスは22万枚とブラーの勝利に終わった（ちなみに、ブラーのシングルには2バージョンが用意されており、加えてオアシスの「ロール・ウィズ・イット」には何万枚かの集計ミスがあったことも後発覚した）。ガーディアン紙は、これに怒ったノエル・ギャラガーが「ブラーのデーモンとアレックスはエイズにでもかかって死ねばいい」 とコメントしたと報道。ノエルは社会から大きな非難を浴びた。
しかし、オアシスの2nd『モーニング・グローリー』はイギリスのみならず、アメリカでも最高位4位を記録するなど、全世界で2200万枚を売り上げるヒットとなり、ブラーの『ザ・グレート・エスケープ』 から大勝利を収める。オアシスは、11月にはロンドンのアールズ・コートで、ヨーロッパの屋内ライブとしてはギネス記録である、2日間4万人を動員するライブを開催。さらに翌年の1996年、MTVアウォーズ(EURO)でベストグループ賞を受賞し、8月にはロンドン郊外のネプワース公演にて2日間で25万人を集めるなど、イギリスのトップバンドとなった。
また1996年に入っても、ブリットポップ・ムーブメントは衰えることなく、次々と実力派の新人バンドがデビューしていった。『モーニング・グローリー』を蹴落として、デビューアルバム『エクスペクティング・トゥ・フライ』を全英1位に送り込んだブルートーンズ、平均年齢十代にしてメジャーデビューアルバム『1977』を全英一位に送り込んだ北アイルランド出身のアッシュ、インド志向を打ち出し、デビューアルバム『K』がオアシス以来の最速売り上げを記録したクーラ・シェイカーなどが代表的である。オアシスは96年にアメリカでも「ワンダーウォール」をヒットさせ、アメリカ進出に成功した。
その一方で、ムーブメントの影響もあってブリットポップ以前にデビューしていたバンドの再ブレイクも数多く見られた。ギタリストのバーナード・バトラー脱退後やや低迷していたスウェード、またメンバーのリッチー・ジェームスが失踪するというアクシデントに見舞われたマニック・ストリート・プリーチャーズ、レーベル移籍のトラブルから前作から4年もの空白期間を余儀なくされたオーシャン・カラー・シーンらは、それまでを大きく上回る商業的成功をみせている。

### ブームの終焉
盛り上がりをみせたブリットポップ・ムーブメントであったが、明らかに実力不足のバンドがメディアによって持ち上げられることも少なくなく（いわゆるハイプ現象）、人々はそのブームに飽き始めていき、ムーブメントは徐々に下火になっていった。
そんな中ブラーは、1997年2月、セルフタイトルアルバム『ブラー』をリリース。極めてアメリカ志向の強いオルタナティヴ・ロックに接近を図ったアルバムに仕上がっており、デーモンは「ブリットポップは死んだ」と発言した。ブラーが自らブリットポップの終止符を打ったとも言われている。またこの年の8月、オアシスが3rdアルバム『ビィ・ヒア・ナウ』をリリース。イギリスで1位、アメリカで2位を獲得したが、その内容には大きな失望の声が上がり、辛口の評価を受けるなど、賛否両論を巻き起こした(後にノエルは「ビィ・ヒア・ナウ」は失敗作だったと発言し、2006年に発売されたベストアルバムには1つも収録しなかった)。1998年にはパルプの新作『ディス・イズ・ハードコア』もリリースされたが、これも暗い内容で期待したほど売れず、結局これらがブリットポップ・ブームの終息の象徴となっていった。
その後イギリスの音楽界は、スパイス・ガールズやロビー・ウィリアムズなどの芸能人によるコマーシャルなポップスが人気を集めるようになり、ブリットポップ期にデビューしたバンドの多くは姿を消していった。また1990年代初頭に結成され、ブリットポップのブームの中で登場したバンド群とは異なる音楽性を持っていたレディオヘッドやザ・ヴァーヴは、ブームの後に双方ともバンドの代表作となるアルバムをリリースしている。
同年にはブリットポップだけでなく、1990年代のオルタナティブ・ロックやポスト・グランジの影響を受けた音楽性を持つトラヴィス、ステレオフォニックス、フィーダーといった新たなバンドがデビューし、2000年代にはメインストリームで支持されるようになった。これらのバンドは、ポスト・ブリットポップ(en:Post-Britpop)というカテゴリーに包括されている。

## その後
ムーブメントが終わって消えていったバンドの中には、マリオンのフィル・カニンガムがニュー・オーダーに加入したように、自分達よりも人気のあるバンドにスカウトされる者もいれば、スウェードのブレット・アンダーソンなどといった地味にソロ活動を続ける者、メンズウェアのサイモン・ホワイトとクリス・ジェントリーのように若手バンドのマネージャーを務める者、音楽業界から身を引き作家に転向したスリーパーのルイーズ･ウェナーのような者などもいた。
また、ゴリラズで世界的な成功を獲得したブラーのデーモン・アルバーン、ソロ・アーティストとして成功しているパルプのジャーヴィス・コッカー、人気歌手のダフィーなどを手掛け、元スウェードのバーナード・バトラーは売れっ子プロデューサーとなった。
ブリットポップ次世代の台頭や当時の音楽への再評価の機運を受けるように、2006年以降、多くのブリットポップ・バンドに再結成の動きが続いた。クーラ・シェイカーやシェッド・セヴンなどを皮切りに、ドッジー、マリオン、ノーザン・アップロアーなどの中堅ブリットポップバンドもブームに乗って再結成。これら一連のリバイバルブームによるブリットポップ再評価の波は、長らく続いたメンバー間の亀裂を修復させて再会したブラーの帰還に至って盛り上がりを見せた。2010年、ブラーが7年ぶりのニュー・シングルをリリースし、スウェードもチャリティ・コンサートをきっかけに復活、キャストやパルプがそれぞれ再結成ライヴを行うことを発表したのと前後して、皮肉にもブリットポップの象徴であり生き残りであったオアシス、そしてスーパーグラスがそれぞれ突然の「解散」を発表した。
しばらく新しい音楽的ムーブメントが起こらなかったことから、「ブリットポップによる弊害」とする否定的な意見も多かった。しかし2000年代に入り、ブリットポップを音楽の原体験とするカイザー・チーフス、カサビアン、ブロック・パーティーらがデビューし、影響をはっきりと公言する者も多かったことから、徐々に一定の名誉回復を遂げたとされる。ちなみに2004年には、ブリットポップが1994年に誕生したという考えからちょうど10年ということで、記録映画「LIVE FOREVER」が公開された。この映画では、デーモン・アルバーンやオアシスのギャラガー兄弟、パルプのジャーヴィス・コッカーといった多くの関係者がブーム当時を回想している。